# Giacomo Asinari di Bernezzo
Giuseppe Giacomo Saverio Asinari, marchese di Bernezzo (Torino, 25 luglio 1764 – Torino, 13 marzo 1837) è stato un militare italiano, sindaco di Torino nel 1828.

## Biografia
Nacque a Torino nel 1764 dal marchese Francesco, generale di fanteria, e da Enrichetta Biancardi.
Nel 1802 sposò Rosa Brizio della Veglia, con cui ebbe sei figli.
Fece carriera nell'esercito sabaudo, diventando tenente colonnello nel 1815 e colonnello dei cavalleggeri nel 1817.
Durante l'occupazione napoleonica (1800-1814) fu membro del collegio elettorale del Po e nel 1810 fu nominato barone dell'Impero.
Fu nominato sindaco di Torino nel 1828, insieme a Luigi Francesetti di Mezzenile.
La figlia Felicita sposò Vittorio Colli di Felizzano, anche lui sindaco di Torino.